# Wolfgang Voß
Wolfgang Voß (* 16. Dezember 1949 in Zierenberg/Hessen) ist ein deutscher Politiker (CDU). Er war von Dezember 2010 bis Dezember 2014 Finanzminister des Freistaats Thüringen und zuvor Staatssekretär im Sächsischen Staatsministerium der Finanzen.

## Leben
Voß ging von 1956 bis 1964 auf die Volksschule und absolvierte dann bis 1967 in Kassel eine Lehre zum Einzelhandelskaufmann. Es folgten ein Jahr auf der Kaufmännischen Berufsschule und anschließend bis 1972 der Besuch des Wirtschaftsgymnasiums in Kassel. Von 1972 an studierte er Volkswirtschaftslehre in Freiburg, ab 1974 in Göttingen und schloss 1978 mit dem Diplom ab. Der Titel seiner Diplomarbeit lautet: Die Gliederungen der Ausgaben im Bundeshaushaltsplan – Aussagefähigkeit und Probleme −. 1990 erfolgte die Promotion zum Dr. rer. pol., die Dissertationsschrift trägt folgenden Titel: Nutzenspillover – Effekte als Problem des kommunalen Finanzausgleichs. Ein Beitrag zur ökonomischen Rationalität des Ausgleichs zentralitätsbedingten Finanzbedarfs.
Studienbegleitend war Voß von 1977 bis 1978 als wissenschaftliche Hilfskraft tätig. Von 1978 bis 1984 arbeitete er als Wissenschaftlicher Assistent in Göttingen. In den Jahren 1985 und 1986 war er als wissenschaftlicher Referent bei der CDU-Bürgerschaftsfraktion in Hamburg und von 1986 bis 1989 in gleicher Funktion bei der CDU-Landtagsfraktion in Niedersachsen beschäftigt. 1989 wechselte er als Referatsleiter ins Niedersächsische Finanzministerium. Ab 1991 war Voß im Sächsischen Finanzministerium tätig und stieg dort vom Referatsleiter bis zum Leiter der Haushaltsabteilung auf. Im November 2018 wurde ihm von der Hochschule Meißen eine Honorarprofessur mit dem Lehrauftrag für Finanzpolitik verliehen.

## Politik
Wolfgang Voß ist seit 1986 Mitglied der CDU. Von 1994 bis 1999 war er Mitglied des Gemeinderats von Moritzburg.
Von 2000 bis 2010 war Voß als Nachfolger von Karl-Heinz Carl Staatssekretär im Sächsischen Staatsministerium der Finanzen und übte diese Funktion unter fünf Finanzministern (zuletzt Georg Unland) aus.
Am 8. Dezember 2010 wurde er zum thüringischen Finanzminister im Kabinett Lieberknecht ernannt. Unmittelbar vor seiner Ernennung zum thüringischen Finanzminister wurde er für einen einzelnen Tag als Staatssekretär in Thüringen angestellt, um die Versorgungsansprüche als Staatssekretär in Sachsen und Niedersachsen zu behalten.
Nach der Landtagswahl 2014 kam es in Thüringen zur Bildung einer rot-rot-grünen Koalition unter Bodo Ramelow, wodurch Voß am 5. Dezember 2014 aus seinem Ministeramt ausschied.